# Spirito DiVino
Spirito DiVino è il settimo album di inediti del cantautore italiano Zucchero Fornaciari, pubblicato in tutta Europa il 27 maggio 1995. A seguito di tale album è partito lo Spirito DiVino Tour Mondiale, sesta tournée di Zucchero, prima mondiale.

## Il disco
L'album segna il ritorno del bluesman emiliano, avvenuto dopo tre anni dalla pubblicazione di Miserere.
Si tratta di uno dei maggiori successi della carriera di Zucchero, in termini di qualità e di vendite.

### Composizione
Inciso, fra gli altri, nel celebre The Boiler Room di New Orleans, che verrà distrutto dieci anni dopo dall'uragano Katrina, e presentato ad Almenno San Salvatore in un ex-convento, ora cantina, in Val Brembana, l'album è generalmente definito dalla critica come uno dei lavori migliori di Zucchero, insieme ai precedenti Blue's (1987) e Oro, incenso e birra (1989). Il genere blues ricercato dal cantante emiliano nel corso della carriera trova in questo disco una buona sintesi con le sonorità proprie della musica leggera italiana e di quella d'autore. L'album è stato prodotto da Corrado Rustici e supervisionato dai due nuovi manager del bluesman emiliano: Henry Padovani e Miles Copeland. Alla realizzazione del disco hanno partecipato musicisti del calibro di Jeff Beck, Stewart Copeland e Clarence Clemons.

### Canzoni
Le prime tre tracce, un "corpus" unico imperniato su nervature blues rock come sarà per Shake e Black Cat, sono quasi unite l'una all'altra. Voodoo Voodoo, primo singolo estratto, si apre con un riff di piano composto insieme a Luciano Luisi e presenta un testo divertente e dissacrante che contiene una citazione da Maledetto gatto di Lucio Battisti, introduzione della successiva Datemi una pompa. A seguire si trova O.L.S.M.M. che, caratterizzato da un ossessivo riff di chitarra, richiama, nelle tematiche, Solo una sana e consapevole libidine salva il giovane dallo stress e dall'Azione Cattolica.

La seconda parte del disco si apre con la ballata Pane e sale, frutto del secondo incontro tra Zucchero e Francesco De Gregori, che introduce immagini bucoliche care al cantante reggiano. 
In Per colpa di chi?, ancora oggi uno dei brani più famosi di Zucchero a livello nazionale e per il quale venne realizzato il videoclip alla House of Blues, il ritmo torna a salire. Nelle due ballate Il volo e Senza rimorso Zucchero affronta il fantasma della ex-moglie con due atteggiamenti diversi: nella prima cercando di "volare via" ma cadendo, nella seconda con toni più malinconici e profondi.
Dopo la dedica al padre da poco scomparso in Papà perché si trova la celebre Così celeste, canzone di speranza dal sapore quasi natalizio, che evoca ancora una volta i topos del sole e degli astri per concentrarsi sul tema della fede. Nel testo, "sta colorando l'anima mia" è una citazione letterale da Innocenti evasioni di Battisti, secondo omaggio al musicista reatino presente nell'album. La collaborazione con Jovanotti in Alleluja chiude il disco.

## Tracce
L'autore del testo e delle musiche è Zucchero, tranne dove diversamente specificato.

### Versione italiana
1. Voodoo Voodoo – 4:07 (musica: Zucchero, L. Luisi)
2. Datemi una pompa – 4:05
3. O.L.S.M.M. – 3:28
4. Pane e sale – 5:12 (testo: Francesco De Gregori)
5. X colpa di chi? – 3:59
6. Il volo – 5:30
7. Senza rimorso – 4:35 (testo: Zucchero, Alberto Salerno)
8. Papà perché – 4:00 (testo: Zucchero, Alberto Salerno)
9. Così celeste – 4:50
10. Alleluja – 4:44 (testo: Jovanotti)

### Versione italiana natalizia
CD1
Il CD1 è la versione italiana originale dell'album.
CD2
1. Un piccolo aiuto (live in Milano)

### Versione inglese (Spirito DiVino - Stray Cat in a Mad Dog City)
1. Voodoo Voodoo – 4:11 (testo: Zucchero, P. MacDonald – musica: Zucchero, L. Luisi)
2. No More Regrets – 3:59 (testo: Zucchero, A. Palladino)
3. Feels Like a Woman – 5:13 (testo: Francesco De Gregori, T. Clark)
4. Alleluja – 4:46 (testo: Jovanotti, M. Addison)
5. Così celeste – 4:50
6. X colpa di chi? – 3:59
7. Come in Love – 4:35 (testo: Zucchero, Alberto Salerno, P. MacDonald)
8. Datemi una pompa – 4:12
9. O.L.S.M.M. – 3:31
10. My Love – 5:32 (testo: Zucchero, P. MacDonald, A. Palladino)

### Versione americana
1. Voodoo Voodoo – 4:11 (testo: Zucchero, P. MacDonald – musica: Zucchero, L. Luisi)
2. No More Regrets – 3:59 (testo: Zucchero, A. Palladino)
3. Feels Like a Woman – 5:13 (testo: Francesco De Gregori, T. Clark)
4. Alleluja – 4:46 (testo: Jovanotti, M. Addison)
5. Così celeste – 4:50
6. Mama – 7:23 (testo: Zucchero, F. Musker)
7. Come in Love – 4:35 (testo: Zucchero, Alberto Salerno, P. MacDonald)
8. Diamante – 5:51 (testo: Francesco De Gregori, F. Musker)
9. O.L.S.M.M. – 3:31
10. My Love – 5:32 (testo: Zucchero, P. MacDonald, A. Palladino)

### Versioni spagnole
1°
1. X colpa di chi? – 4:08
2. Pan salado – 4:00 (testo: Francesco De Gregori, C. Toro)
3. Senza rimorso – 5:14 (testo: Zucchero, Pasquale Panella)
4. Papa por qué – 4:45 (testo: Zucchero, Alberto Salerno, F. Pàez)
5. Asi celeste – 4:48 (testo: Zucchero, F. Pàez)
6. Voodoo Voodoo – 3:59 (musica: Zucchero, L. Luisi)
7. Datemi una pompa – 4:34
8. O.L.S.M.M. – 4:12
9. El vuelo – 3:32 (testo: Zucchero, F. Pàez)
10. Alleluja – 4:43 (testo: Jovanotti)

2°
1. Por culpa de quién? – 4:08 (testo: Zucchero, J. Andreu)
2. Pan salado – 4:00 (testo: Francesco De Gregori, C. Toro)
3. El vuelo – 3:32 (testo: Zucchero, F. Pàez, J. Andreu)
4. Papa por qué – 4:45 (testo: Zucchero, Alberto Salerno, F. Pàez)
5. Asi celeste – 4:48 (testo: Zucchero, F. Pàez)
6. Voodoo Voodoo – 3:59 (musica: Zucchero, L. Luisi)
7. Datemi una pompa – 4:34
8. O.L.S.M.M. – 4:12
9. Senza rimorso – 5:14 (testo: Zucchero, Pasquale Panella)
10. Alleluja – 4:43 (testo: Jovanotti)

### Versione a edizione limitata (2016)
Il vinile del disco è stato nuovamente pubblicato nel box set ad edizione limitata Studio Vinyl Collection del 2016.

### Spirito DiVino 30th Anniversary
Per i trent'anni dalla prima uscita, il 20 giugno 2025 ne è stata pubblicata un'edizione celebrativa, in tre differenti formati.

#### Edizione standard
CD1
Il CD1 contiene l'edizione originale rimasterizzata di Spirito DiVino.
CD2
Il CD2 contiene le versioni in inglese e spagnolo dei brani del disco.
1. Come in Love – 4:37 (testo: Zucchero, A. Salerno, P. MacDonald)
2. My Love – 5:29 (testo: Zucchero, P. MacDonald, A. Palladino)
3. She's My Baby – 3:54 (testo: Zucchero, P. Buchanan)
4. No More Regrets – 4:01 (testo: Zucchero, A. Palladino)
5. Feels Like a Woman – 5:15 (testo: F. De Gregori, T. Clark)
6. Por culpa de quién? – 3:16 (testo: Zucchero, J. Andreu)
7. El vuelo – 5:30 (testo: Zucchero, F. Pàez)
8. Asi celeste – 4:52 (testo: Zucchero, F. Pàez)
9. Papa por qué – 4:00 (testo: Zucchero, A. Salerno, F. Pàez)
10. Pan salado – 5:16 (testo: F. De Gregori, C. Toro)
11. Voodoo Voodoo (Soul Stealing) – 4:09 (testo: Zucchero, L. Snell – musica: Zucchero, L. Luisi)
12. Alleluja (Rule Ya) – 4:45 (testo: Jovanotti, L. Snell)

I vinili sono di colore grigio cristallo.
LP1
Il primo disco contiene l'edizione originale rimasterizzata di Spirito DiVino.
LP2
Il secondo disco presenta i medesimi contenuti del CD2 dell'edizione standard.

#### Edizione limitata e numerata
Il cofanetto, realizzato in tiratura limitata e numerata, include il doppio LP in vinile, il doppio CD, un 7" in vinile nero con due remix inediti di X colpa di chi?, un libro fotografico e un set di quattro sottobicchieri.

## Formazione
- Zucchero - voce, chitarra acustica ed elettrica, pianoforte, organo Hammond e mellotron, cori, percussioni
- Luciano Luisi - tastiera e assoli di pianoforte
- Polo Jones - basso
- David Sancious - tastiera e organo Hammond
- Corrado Rustici - chitarra acustica ed elettrica, tastiera, cori
- Steve Smith - batteria
- Stewart Copeland - batteria (in Papà perché)
- Johnnie Johnson - pianoforte e organo Hammond, basso
- Rosario Jermano - percussioni
- Pat MacDonald - chitarra
- Sheila E. - cori e percussioni
- Clarence Clemons - sax e fiati
- Jeff Beck - chitarra elettrica (in Papà perché)
- Leo Nocentelli - chitarra elettrica e cori (in Senza rimorso)
- Memphis Horns - fiati
- Lisa Hunt - cori e seconda voce
- Mino Vergnaghi, Arthur Miles, Emanuela Cortesi, Antonella Pepe, New Orleans Gospel Choir, Coro della O.L.S.M.M. - cori

## Accoglienza e successo commerciale
Spirito DiVino si aggiudicò il premio disco dell'anno al Festivalbar 1995 e consentì a Zucchero di aggiudicarsi il secondo World Music Award della sua carriera, a Montecarlo. Notevole fu anche il successo commerciale che raggiunse in Italia, dove ha occupato il primo posto nella classifica italiana ufficiale per quattro settimane non consecutive nel corso del 1995, per poi ritornarvi per una quinta settimana nel febbraio dell'anno successivo, durante la sua trentanovesima settimana di permanenza. Grazie a ciò l'album ottenne 11 dischi di platino e due dischi di diamante, uno dei quali consegnatogli durante la finale del Festivalbar 1995, corrispondenti ad oltre 1 100 000 copie vendute (circa 700 000 nel 1995 e circa 400 000 nel 1996). Spirito DiVino ha inoltre raccolto ottimi risultati di vendita in Francia ed in Svizzera, Paesi nei quali ha raggiunto la top 5 ed ha ottenuto la certificazione di disco di platino. 
L'album è rimasto nella top 100 europea per 70 settimane (di cui 28 nel 1995 e 42 nel 1996), arrivando in tredicesima posizione. Nel 1996 ha ottenuto l'IFPI Platinum Europe Awards, primo della carriera di Zucchero, per aver venduto oltre 1 000 000 di copie in Europa. Complessivamente l'album ha venduto oltre 3 000 000 di copie nel mondo, di cui 2 680 000 nel primo anno dalla pubblicazione.
Nella prima settimana di vendita, il disco ha debuttato al primo posto della classifica italiana con 300 000 copie vendute.

## Classifiche

### Classifiche settimanali
| Classifica (1995) | Posizione massima |
| ----------------- | ----------------- |
| Belgio (Fiandre)  | 15                |
| Belgio (Vallonia) | 14                |
| Europa            | 13                |
| Francia           | 4                 |
| Germania          | 17                |
| Italia            | 1                 |
| Paesi Bassi       | 29                |
| Svizzera          | 3                 |
| Classifica (2025) | Posizione massima |
| Italia            | 80                |

### Classifiche di fine anno
| Classifica (1995) | Posizione |
| ----------------- | --------- |
| Europa            | 51        |
| Francia           | 45        |
| Italia            | 1         |
| Svizzera          | 13        |
| Classifica (1996) | Posizione |
| Europa            | 34        |
| Francia           | 16        |
| Italia            | 5         |
| Germania          | 100       |